# Дзенґелево
Дзенґелево (пол. Dzięgielewo) — село в Польщі, у гміні Ґоздово Серпецького повіту Мазовецького воєводства.
Населення — 78 осіб (2011).
У 1975-1998 роках село належало до Плоцького воєводства.

## Демографія
Демографічна структура станом на 31 березня 2011 року:
|          | Загалом | Допрацездатний вік | Працездатний вік | Постпрацездатний вік |
| -------- | ------- | ------------------ | ---------------- | -------------------- |
| Чоловіки | 43      | 14                 | 26               | 3                    |
| Жінки    | 35      | 7                  | 22               | 6                    |
| Разом    | 78      | 21                 | 48               | 9                    |